# Maria Mariné i Mariné
Maria Mariné i Mariné (Barcelona, 1910 – 1984), fou una traductora, bibliotecària i escriptora catalana.
Formada a l'Escola de Bibliotecàries de la Mancomunitat entre el 1926 i el 1929, estudià l'italià per influència d'Eduard Toda, que col·laborava amb l'Escola i que havia fet estada a Sardenya. Mariné traduí al català la novel·la Ànimes honrades (Anime onesti), de l'escriptora sarda i premi Nobel de Literatura Grazia Deledda (Ed. Catalònia, Biblioteca Literària, 1931). Autora d'una novel·la, La venus escabellada, dels anys trenta, que restà inèdita, el resultat de la guerra civil interrompé la seva carrera de bibliotecària i d'escriptora i traductora en català. Als anys quaranta i cinquanta, durant el franquisme, col·laborà amb l'editorial Juventud, on es publicaren textos i traduccions seves al castellà, tot i que sense constància del seu nom. Amb el seu marit, Josep Hernàndez Peralta, traduí al castellà obres de teatre de Carlo Goldoni (El abanico, Los enamorados i Un curioso accidente) per a la col·lecció Crisol de l'editorial Aguilar. Durant anys recopilà material lexicogràfic per al diccionari català-italià que projectava publicar, documentació que abans de morir cedí a Enciclopèdia Catalana.
Públicament no hi ha hagut constància de les dades personals i de la trajectòria de Maria Mariné fins a la recerca duta a terme per Lluïsa Julià i Neus Soler (Serra d'Or, juny de 2018).